# أنطونيو ريزينيس
أنطونيو ريزينيس (بالإسبانية: Antonio Resines)‏ هو ممثل إسباني، ولد في 7 أغسطس 1954 في إسبانيا.

## أعمال

### أفلام
- (1999) فتاة أحلامك
- (2009) الزنزانة 211
- (2016) ملكة إسبانيا

## وصلات خارجية
- أنطونيو ريزينيس على موقع IMDb (الإنجليزية)
- أنطونيو ريزينيس على موقع ألو سيني (الفرنسية)
- أنطونيو ريزينيس على موقع تيرنر كلاسيك موفيز (الإنجليزية)
- أنطونيو ريزينيس على موقع أول موفي (الإنجليزية)
- أنطونيو ريزينيس على موقع إن إن دي بي (الإنجليزية)
- أنطونيو ريزينيس على موقع قاعدة بيانات الفيلم (الإنجليزية)
- أنطونيو ريزينيس على موقع كينوبويسك (الروسية)